# María María Acha-Kutscher
María María Acha-Kutscher (Lima, 1968) és una artista visual militant feminista peruanaresident a Espanya. És co-directora amb Tomás Ruiz-Rivas del projecte experimental Antimuseo. Viu a Madrid i treballa globalment. El centre del seu treball és la dona. La seva història, la lluita per l'emancipació i la igualtat, la manera en què s'ha construït el femení en la cultura. Acha-Kutscher es defineix com a artista feminista per la dimensió política de la seva obra; organitza el seu treball en projectes de llarg termini, per a cadascun dels quals desenvolupa un llenguatge i una metodologia propis.

## Biografia
Va estudiar a la Facultat de Belles Arts de la Pontifícia Universitat Catòlica del Perú. Al finalitzar els estudis el 1991 es va mudar a Ciutat de Mèxic, on va treballar com a directora d'art en agències de publicitat. Aquesta experiència de dissenyadora ha estat crucial per a la realització del seu treball artístic-militant. El 2001 es va traslladar a Madrid i es va vincular a l'escena d'art alternatiu d'art contemporani a través de la seva parella Tomás Ruiz-Rivas. El 2003 obren un espai en el qual serà la tercera etapa de l'Ojo Atómico i el 2005 es canvia el nom per Antimuseo, amb el qual segueixen treballant en l'actualitat. Paral·lelament, és en aquesta ciutat on va començar a desenvolupar el seu treball artístic. Est està centrat en la dona, la seva història, la lluita per l'emancipació, la igualtat i la construcció cultural del femení. La seva obra no s'inscriu en cap llenguatge, estètic o estil, ni s'identifica amb tècniques o formats específics. Acha-Kutscher organitza el seu treball en extensos projectes temàtics relacionats amb l'actualitat política feminista, per a cadascun dels quals desenvolupa un llenguatge i una metodologia propis. És una de les poques artistes de la seva generació que es defineix com a feminista, per la dimensió política de la seva obra, que compleix una doble funció, la de ser un producte artístic i també un instrument que pugui cobrir alguna necessitat social i contribuir a les transformacions polítiques. Segons les seves paraules en l'entrevista a la revista La Rèplica:
| « | Me defino como artista feminista. Muchas artistas mujeres tienen miedo de llamarse feministas, porque esto puede repercutir negativamente en sus carreras (y con esto no quiero decir que todas las mujeres artistas tienen que ser feministas). Pero en mi caso, el punto de partida en mi trabajo es la mujer vista desde una perspectiva feminista, por eso nunca tuve miedo de definirme como artista feminista, para mí era importante la reivindicación, de lo contrario no habría podido desarrollar mi obra con honestidad. | » |

## Obra artística-activista
El seu treball reivindica i visibiliza el feminisme, l'art amb perspectiva de gènere i la incansable lluita de les dones contra el sistema patriarcal.
Bellas Durmientes va ser un dels seus primers projectes que va contribuir a la lluita contra la violència masclista. Va consistir a involucrar a la societat a través d'una convocatòria oberta per crear peces d'art que servissin de denúncia i d'homenatge a la memòries de les dones assassinades per les seves parelles o exparelles a Espanya. Van participar més de 300 persones d'Espanya i altres països: dones i homes, artistes, col·lectius d'artistes, instituts, associacions civils de tot tipus, i també aquelles que lluiten contra la violència cap a les dones.
El projecte "Womankind", va consistir en diverses sèries de collages fotogràfics digitals, creats a partir d'imatges d'arxiu, d'Internet, revistes, llibres i fotografies preses per l'artista. Les sèries funcionen com a documents ficticis i les protagonistaa són sempre les dones.
Les Spectaculaires és possiblement una de les sèries més inquietants de "Womankind". Aquí les protagonistes són dones que van néixer amb alguna condició física excepcional que les feia úniques, com la manca de braços o cames, l'alçada mínima o exagerada, un rostre cobert de pèl o els cossos units de les siameses. Les fotografies originals, sobre les quals ha treballat l'artista, són de finals del segle xix i principis del XX, quan aquestes dones encara treballaven en circs, on s'exhibien com a rareses humanes. A la sèrie l'acompanya un llibre amb el mateix títol del projecte que inclou una breu biografia de cadascuna d'aquestes dones. El concepte de normalitat-anormalitat i l'anotació d'una biografia visual alternativa queden de manifest en cadascun dels treballs d'Acha-Kutscher.
Entre els seus projectes més reconeguts està Mujeres Trabajando para Mujeres, el qual es divideix en quatre sèries: Visual Bios, Behind Him, Indignadas i Made in Latin America (feta a Llatinoamèrica).
Indignadas és un projecte que neix com a contribució al moviment 15M. I consisteix en un registre visual de la participació femenina en les protestes públiques a nivell global. Són dibuixos digitals basats en fotografies de premsa i mitjans alternatius d'Internet que inclouen moviments socials com Occupy Wall Street (Nova York), Black Lives Matter, entre d'altres. També de moviments feministes com Femen, Pussy Riot, SlutWalk, #MeToo, Alfombra Roja, etc. Els dibuixos s'inspiren en l'estètica de l'art "pop" i el còmic, i s'imprimeixen en lones de gran format per a la seva exhibició en espais públics. Aquest projecte és considerat com una crònica del feminisme.

En l'extensa entrevista duta a terme per Marta Mantecón per a la revista feminista M-Artt i Cultura Visual de l'associació Mujeres en las Artes Visuales (MAV), Acha-Kutscher respon a nombroses preguntes i es mostren un gran nombre de les seves obres. Segons les seves paraules:
| « | En el caso de Indignadas y de Mujeres Trabajando por Mujeres me interesaba utilizar un lenguaje visual que sea popular, es por eso que mis dibujos se acercan al cómic. También era importante que fuese vectorial y digital, por una parte, para poder disponer de una impresión de tamaño ilimitado y, por otra, que pudiese reproducirse. Asimismo, escogí un material de impresión barato y resistente a las inclemencias del tiempo: la lona, muy popular en la ciudades latinoamericanas, y que es usado constantemente en la comunicación citadina. | » |

El seu últim projecte és HERSTORYMUSEUM, un museu fictici que explica una història de l'art i la cultura on les dones són les protagonistes. Per a això l'artista ha creat un llenguatge visual proper al pictograma que és la base de tot el desenvolupament del museu.
Acha-Kutscher ha mostrat la seva obra a The Fed Galleries @ KCAD (EUA), M.A.C.L.A. (EUA), Haifa Museum of Art (Israel), International Museum of Woman-IMOW, Galeria - Centro Cultural de la Universitat de Lima (Perú), Centre Cultural Inca Garcilaso (Perú), Centre de la Imatge (Mèxic), Foto Museu Quatre Camins (Mèxic) Fototeca Nou León (Mèxic), entre d'altres. A Espanya a CentroCentro, el Museu de la Universitat d'Alacant-MUA, al Centro d'Arte Contemporáneo Caja de Burgos, Museo d'Arte Moderno y Contemporáneo de Santander y Cantabria - Mes, entre d'altres. També ha participat en fires d'art contemporani com a Zona Marco (Mèxic D.F.), a Madrid en les fires Estampa, Madrid Photo, ArteSantander, Munich Contemplo, Art Lima, Lima Photo.

## Premis
- Premio Art en Tanca, Ajuntament Rivas Vaciamadrid, 2015
- Premi adquisició a la XVI Biennal de fotografia 2014 - Centre de la Imatge, Mèxic.[17]
- Finalista Premio Repsol - Lima Photo 2014
- Menció Especial Premios Cortes de Cádiz 2012 - Creación Artística
- Premio adquisición EAC 2012 - Institut Alacantí de Cultura Juan Gil-Albert
- Premi adquisició Mulier Mulieris, Museu de la Universitat d'Alacant - MUA
- Seleccionada a PhotoGraphica 2010 - Fira d'art ESTAMPA, Madrid
- Seleccionada a Temptacions 2012 - Fira d'art ESTAMPA, Madrid

## Beques
- Ajudes a la creació contemporània - Ajuntament de Madrid /2008, 2012 i 2017)
- Ajudes a la Producció d'Arts Plàstiques 2012 de la Comunitat de Madrid
- Museu d'Art Contemporani de Castella i Lleó - MUSAC - VI Edició Beques de Creació Artística 2011
- Ajudes a la Promoció de l'Art Contemporani Español 2010 - Ministeri de Cultura d'Espanya